# Ernest Fox Nichols
Pour les articles homonymes, voir Nichols.
Ernest Fox Nichols, né à Leavenworth (Kansas) le 1er juin 1869 et mort à Washington le 29 avril 1924 , est un physicien américain.
Il travailla en particulier sur la mesure de la pression de radiation (1901) et démontra la similitude des rayons infrarouges avec les ondes hertziennes (1923). Ces travaux lui valurent le prix Rumford en 1904. Il fut président du Dartmouth College (New Hampshire) de 1909 à 1916.